# Fenbufen
Fenbufen là một loại thuốc chống viêm không steroid trong nhóm dẫn xuất axit propionic.
Nó được giới thiệu bởi American Cyanamid dưới tên thương mại Lederfen vào những năm 1980 và đã bị rút khỏi các thị trường ở các nước phát triển do độc tính gây haị gan vào năm 2010  :370, 383-384
Kể từ năm 2015, nó đã có mặt ở Đài Loan và Thái Lan dưới một số tên thương hiệu.